# Bad Omens
Bad Omens är ett amerikanskt metalband från Richmond, Virginia, bildat år 2015.
Idén att bilda Bad Omens kom 2013 när Noah Sebastian började skriva låttexter vid sidan om sin roll som gitarrist i bandet Immoralist. År 2014 lämnade Sebastian bandet och bildade Bad Omens tillsammans med Nicholas Ruffilo. Vincent Riquier och Joakim Karlsson anslöt därefter till bandet. 
Bandets namn, "Bad Omens", var ursprungligen tänkt att vara titeln på en av de första låtarna, som istället kom att heta Glass Houses.
Bad Omens har jämförts med Bring Me the Horizons metalcore-sound under tidigt 2010-tal.

## Medlemmar
Nuvarande medlemmar
- Noah Sebastian – sång, musikprogrammering (2015–)
- Nicholas Ruffilo – kompgitarr, musikprogrammering, bakgrundssång (2015–); basgitarr (2018–); sologitarr (2015)
- Joakim Karlsson – sologitarr, musikprogrammering, bakgrundssång (2015–)
- Nick Folio – trummor, slagverk (2015–)

Tidigare medlemmar
- Vincent Riquier – basgitarr, bakgrundssång (2015–2018)

Tidslinje

## Diskografi
Studioalbum
- Bad Omens (2016)
- Finding God Before God Finds Me (2019)
- The Death of Peace of Mind (2022)